# Кралски канадски военноморски сили
Кралските канадски военноморски сили (на английски: Royal Canadian Navy; на френски: Marine royale canadienne) е морският компонент на обединените Канадски сили (Canadian Forces/ Forces canadiennes), образувани на 1 февруари 1968 г., в резултат на сливането на трите вида въоръжени сили на Канада. От 1968 г. носят името „Командване на ВМС на Канадските въоръжени сили“.
До 1910 г. бреговата охрана на Канада се осъществява от ВМС на Великобритания. На 4 май 1910 г. са създадени самостоятелните ВМС на Канада (на английски: Canadian Naval Service), които носят сегашното си име от 29 август 1911 г. и съществуват като самостоятелен вид въоръжени сили до 1968 г. През 2013 г. видовете въоръжени сили възстановяват имената си съответно на Кралски канадски военноморски сили, Канадска армия и Кралски канадски военновъздушни сили, като се запазва тяхната унификация на категории сили в рамките на единните Канадски сили.

## Организационна структура
Военноморските сили на Канада се състоят от два основни рода – флот и морска авиация. Общото ръководство на ВМС се осъществява от заместник-началника на щаба на националната отбрана.

### Флот
Флотът е оглавен от началник-щаба на ВМС, на когото са подчинени две регионални командвания – на Атлантическия и Тихия океан, както и командването на резерва на ВМС.
Атлантическото командване на ВМС на Канада (на английски: Maritime Forces Atlantic (MARLANT) (щаб в Халифакс) управлява Атлантическата флотилия.
Тихоокеанското командване на ВМС на Канада (на английски: Maritime Forces Pacific (MARPAC) (щаб в Ескуаймолт) управлява Тихоокеанската флотилия.
Командване на резерва на ВМС (на английски: naval Reserve Headquarters (NAVRESHQ) (щаб в Квебек).

### Морска авиация
Морската авиация (на английски: Maritime Air Component, MAC) по административна организация влиза в състава на ВВС на Канада и е подчинена на ВМС само в оперативно отношение. Разделя се на две авиационни групи – Атлантическа (щаб в Халифакс) и Тихоокеанска (Ескуаймолт).

### Пунктове за базиране на флота
- Халифакс, Нова Шотландия
- Ескуаймолт, Британска Колумбия

## Състав
Основата на канадските ВМС са 33 бойни кораба (подводници, разрушители, фрегати и миночистачи), приблизително поравно разпределени между регионалните командвания, и около 30 спомагателни кораби.

## Префикс на корабите и съдовете
Тъй като Канада е кралство в лична уния с Великобритания, корабите и съдовете на канадските ВМС имат префикс HMCS (на английски: Her/His Majesty’s Canadian Ship) – „Канадски кораб на Негово/ Нейно Величество“. За подводниците си канадските ВМС използват същия префикс HMCS, който в случая се разшифрова като (на английски: Her/His Majesty’s Canadian Submarine) – „Канадска подводница на Негово/ Нейно Величество“.

## Флагове на корабите и съдовете
| Флаг | Гюйс | Гюйс на спомагателните кораби и съдове |
| ---- | ---- | -------------------------------------- |
|      |      |                                        |